# Datsche (2018)
Datsche ist ein deutscher Kinofilm aus dem Jahr 2018 von Lara Hewitt.

## Handlung
Der Student Valentine aus New York hat in einer Laubenkolonie bei Potsdam eine Datsche geerbt. Zu seiner Überraschung wird sie bereits von Adam bewohnt, einem Flüchtling aus Äthiopien. Als Valentine noch weitere sehr unterschiedliche Charaktere einlädt, den Sommer mit ihnen zu verbringen, fürchtet Adam um sein sicheres Versteck. Tatsächlich pocht der Präsident des Kleingartenvereins Herr Winter auf die Einhaltung der Regeln. Ein weiterer Kleingärtner sieht sogar den Untergang der deutschen Kultur nahen und entscheidet, in der Sache aktiv zu werden – was das Miteinander in der parzellierten Idylle auf die Probe stellt.

## Hintergrund
Der im Film gezeigte Kleingarten wurde in den Jahren 2012 bis 2017 von der britischen Künstlerin Lara Hewitt bewirtschaftet, was ihr nicht zur Zufriedenheit der weiteren Kleingärtner gelang. Das inspirierte Hewitt zu ihrem ersten Spielfilm und zur Idee, diesen Ort des Rückzugs in einen kulturellen Schmelztiegel zu verwandeln.

## Veröffentlichung
Der in Großbritannien unabhängig produzierte und in Deutschland gedrehte Film wurde auf internationalen Filmfestivals gezeigt und kam am 3. Oktober 2019 über den Verleih von UCM.ONE bundesweit in die deutschen Kinos.